# Rotes Haus (Chur)

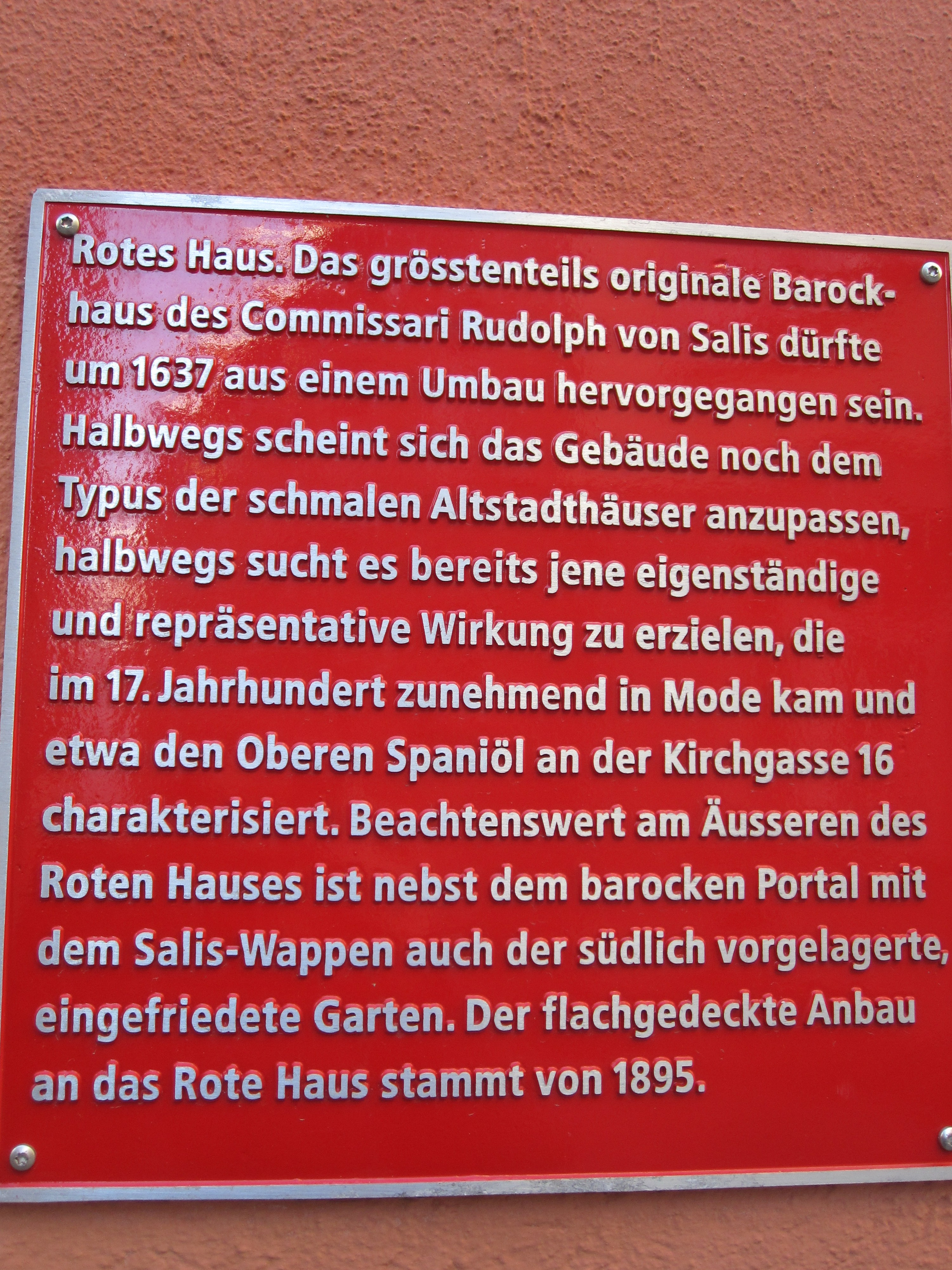
Informationstafel am Roten Haus

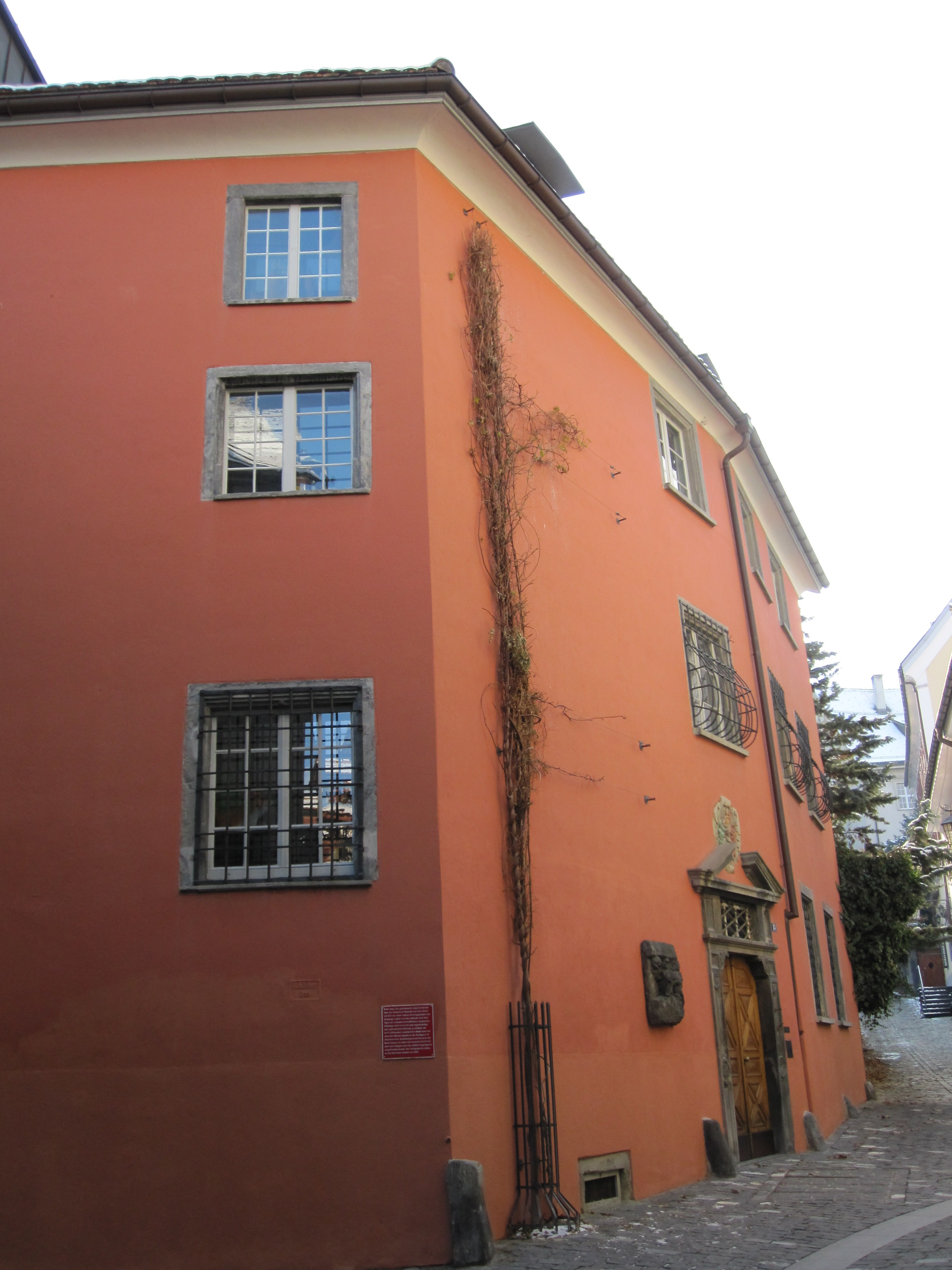
Das Rote Haus in Chur

Das Rote Haus in der Bündner Kantonshauptstadt Chur ist ein denkmalgeschütztes Barockgebäude. Es liegt im Osten der Altstadt am Hegisplatz.  

## Geschichte und Ausstattung
Errichtet wurde es 1637 inmitten der Bündner Wirren durch Rudolph von Salis, wobei wahrscheinlich ältere Bausubstanz verwendet wurde.
Baugeschichtlich ist das Rote Haus mit Flachdach, Barockportal und südlich angrenzendem Garten insofern von besonderer Bedeutung, als sich an ihm der Übergang von den Reihenhäusern des mittelalterlichen Churs hin zu den repräsentativen Bauwerken des emanzipierten Bürgertums der Frühen Neuzeit, wie z. B. am Oberen Spaniöl, erkennen lässt.
Koordinaten: 46° 50′ 56,6″ N, 9° 32′ 2,9″ O; CH1903: 759806 / 190792